# Per Sætersdal
Per Albert Sætersdal (Bergen, 18 de mayo de 1964) es un deportista noruego que compitió en remo.
Participó en dos Juegos Olímpicos de Verano, en los años 1988 y 1992, obteniendo una medalla de plata en Barcelona 1992, en la prueba de cuatro scull. Ganó una medalla de bronce en el Campeonato Mundial de Remo de 1990, en el scull individual ligero.

## Palmarés internacional
| Juegos Olímpicos   | Juegos Olímpicos     | Juegos Olímpicos  | Juegos Olímpicos        |
| Año                | Lugar                | Medalla           | Prueba                  |
| ------------------ | -------------------- | ----------------- | ----------------------- |
| 1992               | Barcelona (España)   | Medalla de plata  | Cuatro scull            |
| Campeonato Mundial |                      |                   |                         |
| Año                | Lugar                | Medalla           | Prueba                  |
| 1990               | Tasmania (Australia) | Medalla de bronce | Scull individual ligero |